# أم ملال
أم ملال ( 18 أكتوبر 1023 ) المعروفة باسم السيدة (الأميرة)، كانت أميرة زيرية ووصية على عرش السلالة الزيرية لابن أخيها المعز بن باديس بين 1016 و1023.

## سيرة شخصية
أم ملال هي بنت المنصور بن بلقين وأخت باديس بن منصور عند وفاة باديس كانت معلمة للأمير الشاب المعز الذي ربما كان عمره أقل من 9 سنوات،  شغلت بحماسة وكفاءة مهام الوصي وكانت إلى حد ما والدة المعز بالتبني وقامت بتربيته. وأمضت معه الشتاء بالمنصورية والصيف بالمهدية ويبدو أنها هي التي اختارت معلمه الشهير أبو الحسن علي بن أبي الرجال (ت 1034-35) الذي غرس فيه المالكية . وصنعت هبة لصالح جامع القيروان الكبير ، ومصحفًا رائعًا لا يزال جزء منه موجودًا، وسند التأسيس صادر من قبل القاضي عبد الرحمن بن محمد بن عبد الله بن هاشم. 

## موتها
عندما مرضت عام 1023 زارها شرف الدولة المعز بن باديس يوميًا. وقف بجانب سريرها وسمح لحاشيته وعبيده بالتواجد بالقرب من الأميرة توفيت يوم الخميس 18 أكتوبر 1023 وأدى المعز صلاة الجنازة واحتفل بالجنازة بالرايات والطبول والمنابر ونشر أبهة لم يسبق لها مثيل من قبل وحضرت الأميرتان الزريديان أم المعز وشقيقته أم العلو. 
1. ↑  Idris 1962، صفحة 131.
2. 1 2  Idris 1962، صفحة 141.